# Big Brothers Big Sisters
Big Brothers Big Sisters (BBBS) – organizacja non-profit, której celem jest pomaganie dzieciom osiągnąć ich potencjał przez profesjonalne wsparcie dzięki indywidualnym relacjom z wolontariuszami działającymi w roli mentora. BBBS jest jedną z najstarszych i największych organizacji wspierających młodzież na terenie Stanów Zjednoczonych. Członkowie stowarzyszenia mentorują dzieciom, bez względu na ich wiek jak i pochodzenie.

## Historia
Big Brothers Big Sisters działa na rzecz amerykańskich dzieci od początku XX wieku. BBBS zapoczątkowany został, dzięki wysiłkom pojedynczych osób, które wykazywały troskę o dobro dzieci, które narażone były na wiele przeszkód i groził im brak możliwości rozwinięcia swoich możliwości. W Stanach Zjednoczonych jest ponad 500 programów BBBS, angażujących ponad 125 000 wolontariuszy. W połowie lat 40. XX wieku program rozpoczął działalność w Kanadzie i Japonii. Big Brothers Big Sisters rozwinął się w kilkunastu krajach Europy Środkowej i Wschodniej, jako efekt Programu Rozwoju Wolontariatu Instytutu Społeczeństwa Otwartego.

## Starszy Brat Starsza Siostra
W 2002 roku w Polsce powstała fundacja Starszy Brat Starsza Siostra, która realizowała własny program. Program polskiego oddziału organizacji polega na indywidualnej opiece wolontariuszy nad dziećmi i młodzieżą pozbawioną opieki.